# Bahrain International 2023
Die Bahrain International 2023 im Badminton fanden vom 14. bis zum 19. November 2023 in Manama statt.

## Die Sieger und Platzierten
| Veranstaltung | Gold                   | Silber                             | Bronze                                      |
| ------------- | ---------------------- | ---------------------------------- | ------------------------------------------- |
| Herreneinzel  | Wang Zhengxing         | Ayush Shetty                       | Liu Liang                                   |
| Herreneinzel  | Wang Zhengxing         | Ayush Shetty                       | Manraj Singh                                |
| Dameneinzel   | Chen Lu                | Dai Wang                           | Meghana Reddy Mareddy                       |
| Dameneinzel   | Chen Lu                | Dai Wang                           | Wu Luoyu                                    |
| Herrendoppel  | Xie Haonan Zeng Weihan | Sirawit Sothon Natthapat Trinkajee | Rohit Jayakumar Vishnu Sreekumar            |
| Herrendoppel  | Xie Haonan Zeng Weihan | Sirawit Sothon Natthapat Trinkajee | Cui Hechen Sun Wenjun                       |
| Damendoppel   | Wang Tingge Wang Yiduo | Ding Keyun Wang Zimeng             | Velisha Christina Bernadine Anindya Wardana |
| Damendoppel   | Wang Tingge Wang Yiduo | Ding Keyun Wang Zimeng             | Ferdous Foroughi Mobina Nedaei              |
| Mixed         | Ma Xixiang Wu Mengying | Zhou Zhihong Yang Jiayi            | Sathish Kumar Karunakaran Aadya Variyath    |
| Mixed         | Ma Xixiang Wu Mengying | Zhou Zhihong Yang Jiayi            | Wildan Sholih Taabia Khan                   |